# Aelia Sophia
Aelia Sophia, född cirka 530, död efter 601, var en bysantinsk kejsarinna, gift med kejsar Justinus II. Hon tjänstgjorde som ställföreträdande regent vid makens sjukdom från 573 till 578. 

## Biografi
Sofia var systerdotter till kejsarinnan Theodora, en före detta strippa, som var gift med kejsar Justinianus I. Det är okänt vilken av Theodoras två systrar Comito och Anastasia som var hennes mor; Comito (född ca 500), som anges ha varit en berömd kurtisan, gifte sig med en general Sittias 528. 
Sofia gifte sig vid okänt datum med kejsarens systerson Justinianus och fick med honom sonen Justus (död före 565) och dottern Arabia av Bysans. Kejsaren hade flera systersöner men hade inte utnämnt någon av dem till sin tronarvinge. Då han dog 14 november 565 lyckades Justinianus, som var den enda systersonen som var närvarande i palatset då, få senatens stöd och förklaras som kejsare. 

### Kejsarinna
Sofia förklarades vid makens tronbestigning som hans medregent och ska redan från början ha haft ett starkt inflytande över honom. Justinianus regering utmanades av hans kusin Justin, som förvisades till Alexandria. Då han år 568 blev lönnmördad ansågs Sofias anhängare ligga bakom mordet. År 568 avsattes Narses som Italiens prefekt och Sofia meddelade honom att han skulle passa bättre som uppsyningsman över palatsets vävflickor; Justinianus gav honom order att infinna sig i Konstantinopel, men Narses stannade i Neapel, enligt uppgift i rädsla för Sofia. Sofia hade ansvaret för finanspolitiken och sanerade den förre kejsarens efterlämnade lån genom stora besparingar och återställde förtroendet för kejsarkronan, men fick också kritik för girighet. Hon antog tillnamnet Aelia som tidiga kejsarinnor hade haft och var den första bysantinska kejsarinnan som trycktes på mynt med samma kungliga insignier som maken. Paret avbildades tillsammans i officiella avbilder och två palats, en hamn och ett badhus fick sitt namn efter henne. Paret hade konverterat från den chalhedoniska läran till den monofysiska och försökte utan framgång ena de två fraktionerna.  

### Regent
I november 573, under kriget med Persien, blev det uppenbart att Justinianus inte kunde regera på grund av psykisk sjukdom. Sofia tog då ensam makten som ställföreträdande regent. 
Enligt biskop Johannes av Efesos kommenterade Sophia:
"Riket kom genom mig, och det har återvänt till mig: vad honom angår, har han tillrättavisats, och har fallit under sina prövningar på för min skull, eftersom han inte värderade mig tillräckligt, och förargade mig".
Hon förhandlade som regent själv fram vapenvilan med Khusrov I. Hon utsåg kommendören Tiberius till medregent 574. Sofia ska ha planerat att gifta sig med Tiberius, och förvägrade hans fru Ino och hans döttrar att bosätta sig i kejsarpalatset - hon förbjöd också hovdamerna att besöka dem. Ino lämnade till slut Konstantinopel med sina döttrar och bosatte sig i Daphnudium. År 578 blev Tiberius medkejsare till Justinianus och då Justinianus sedan dog blev Tiberius ensam regent. Sofia föreslog då ett giftermål mellan Tiberius och henne själv eller hennes dotter Arabia, men han vägrade. I stället hämtade han i hemlighet sin fru och sina döttrar i hemlighet till Konstantinopel med båt och lät förklara Ino som kejsarinna i en offentlig ceremoni. Sofia stannade dock kvar i kejsarpalatset och behöll sin titel samt en del av palatset för sig själv.

### Senare liv
Sofia var missnöjd med situationen, bland annat över sitt underhåll. Hon deltog i en konspiration för att avsätta Tiberius till förmån för en Justinianus. Tiberius lät då konfiskera en del av hennes egendom, avskeda hennes personal och ersätta dem med personer lojala till honom. Sofia behöll dock sin ställning vid hovet. År 579 flyttade Sofia till sitt eget palats Sophiai, där hon höll ett separat hov med den officiella ställningen som kejsarmoder. År 582 avled Tiberius. Han efterträddes av Maurikios, som hade valts ut av Sofia. Hon ska ha planerat att gifta sig med honom, men han gifte sig i stället med Tiberius dotter Konstantina. Under Maurikios regeringstid tillerkändes både Sofia, Tiberius änka Ino Anastasia och Maurikios fru Konstantina titeln kejsarinna och bodde alla tre i kejsarpalatset. Sofia kom bättre överens med Konstantina än med Ino Anastasia. Vid påsken 601 gav Sofia och Konstantina gemensamt en dyrbar krona till Maurikios. Han gav den till Hagia Sofia, vilket förolämpade dem båda. Sofia nämns för sista gången under påsken 601. Året därpå avsattes och avrättades Maurikios av Fokas. Det är inte känt om Sofia fortfarande var vid liv då.